# Im Flamingo-Club
Im Flamingo-Club ist eine in Schwarz-Weiß produzierte Fernsehserie des Norddeutschen Rundfunks, die im Jahr 1967 ausgestrahlt wurde.

## Hintergrund
Im Flamingo-Club war eine Unterhaltungssendung der ARD. In den einzelnen Folgen wurden kabarettistische, musikalische und tänzerische Darbietungen, aber auch Auftritte von Magiern und anderen zum Besten gegeben. Rahmenhandlungen waren Geschehnisse hinter den Kulissen.

## Schauspieler und Rollen
Hauptdarstellerin war Ingrid Buck-Setter in der Rolle der Ines. Weiterhin waren bekannte Schauspieler wie Horst Beck, Heidi Kabel, Gerhart Lippert, Renate Pichler, Olaf Sveistrup und Henry Vahl als Gastdarsteller dabei.
Starauftritte hatten beispielsweise The Chesterfields (Indie-Pop), Michael Allport & Jennifer (Zauberkünstler), Eda Vida (Jongleurin), Toly M. (Akrobaten), Huong Mai (Tänzer), Los Eduardos (Latino-Pop) und das Hamburger Fernseh-Ballett.

## Episoden
| Folge | Ausstrahlung    |
| ----- | --------------- |
| 1     | 12. April 1967  |
| 2     | 3. Mai 1967     |
| 3     | 22. Juli 1967   |
| 4     | 4. Oktober 1967 |